# تامارا اسمیرنووا
تامارا میخائیلوونا اسمیرنووا (به روسی: Тама́ра Миха́йловна Смирно́ва) ستاره‌شناس روسی شوروی زاده ۱۵ نوامبر ۱۹۳۵ (فوت در تاریخ ۵ سپتامبر ۲۰۰۱ در سن پترزبورگ یکی از کاشفان سیارک‌ها و توابع کوچک در منظومه شمسی است که 'کشف ۱۳۵ سیارک را در کارنامه خود دارد.او در سال ۱۹۷۰ با همراهی لیودمیلا چرنیخ سیارک کمروو۲۱۴۰ را کشف کرد. کمروو۲۱۴۰، دو هزار و صد و چهلمین سیارک شناخته شده‌است و در فاصله بین مریخ و مشتری قرار دارد و گردش آن در مدت ۳ سال به دور خورشید طول می‌کشد. این سیارک همچنین به عنوان یکی از بزرگ‌ترین سیارک‌هایی که تا کنون کشف شده‌است، شناخته شده‌است و قطر آن حدود ۳۰ کیلومتر است.